# Мікрозелень

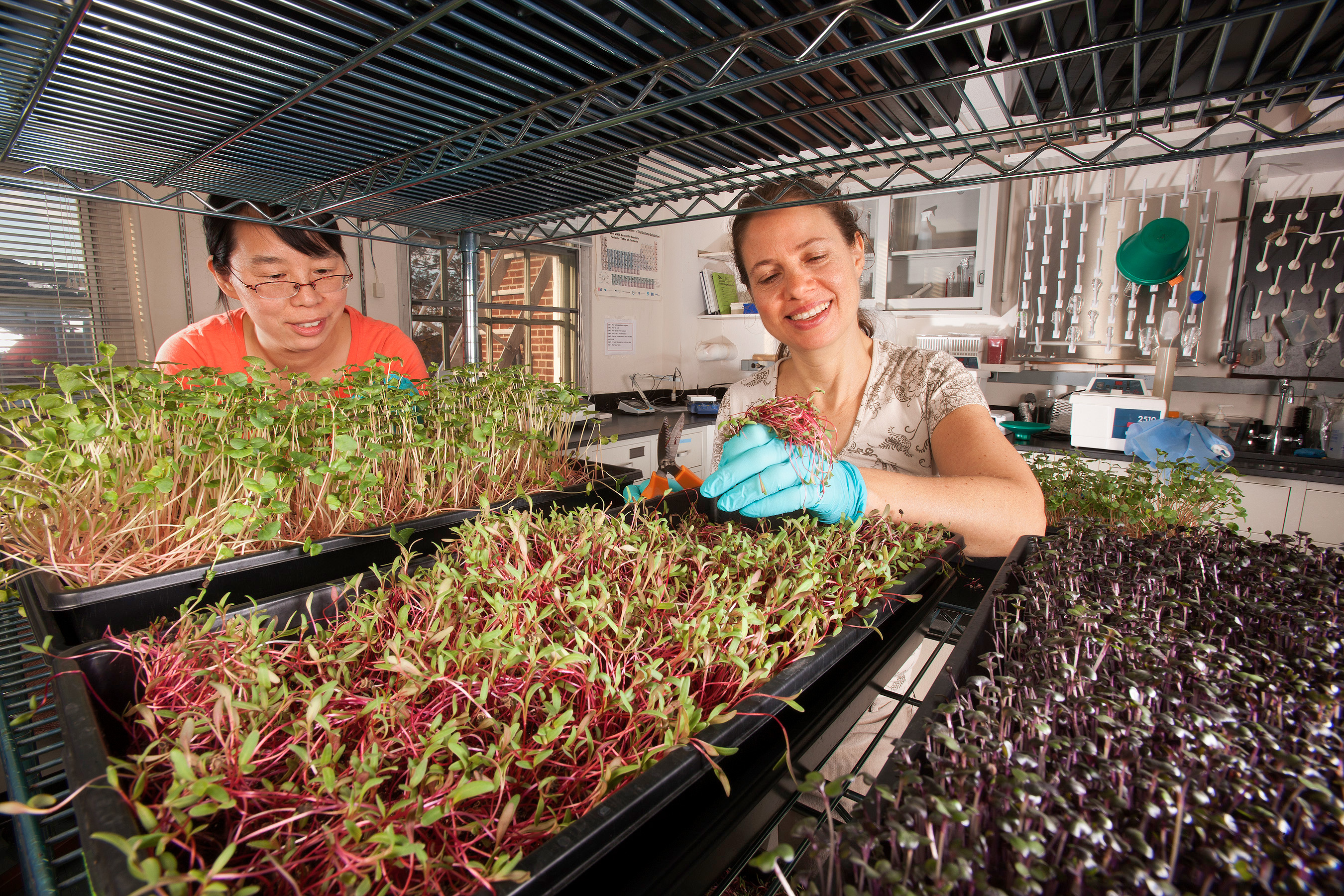
Техніки збирають різні типи мікрозелені для вивчення терміну придатності та аналізу поживних речовин.

Мікрозелень (англ. microgreens) — це городина (не плутати з пророщеним насінням або пагонами), яку збирають одразу після того, як розвинулися сім’ядольні листки з одним комплектом справжніх листків. Іноді називають мікрогрін. Продукт  використовують як візуальний, так і смаковий компонент, або як інгредієнт, у першу чергу в ресторанах вишуканої їжі. Шеф-кухарі використовують мікрозелень аби підвищити привабливість та смак своїх страв за допомогою делікатних текстур і особливих смаків. Мікрозелень менша, ніж мінізелень («бейбі зелень»), а збирають її пізніше, ніж паростки. Мікрозелень може забезпечити різноманітність смаків, таких як солодкий чи пряний. Вона також відома різними кольорами та фактурами. На висококласних ринках мікрозелень вважають спеціальним видом зелені, який вживається для гарнірування салатів, супів, страв і бутербродів.
Їстівну молоду городину і зернові вирощують із різних видів овочів, трав або інших рослин. Розміри можуть бути від 2.5 до 8 сантиметрів, включаючи стебло і листя. Мікрозелень має єдине центральне стебло, зрізане трохи вище лінії ґрунту під час збирання врожаю. Вона має повністю розвинене листя сім'ядолі і, зазвичай, має одну пару дуже маленьких, частково розвинених справжніх листків. 
Середній термін дозрівання для більшості мікрозелені становить 10-14 днів від посіву до врожаю.

## Історія
Мікрозелень почала з'являтися в меню шеф-кухарів ще в 1980-х роках в Сан-Франциско, штат Каліфорнія. У Південній Каліфорнії мікрозелень вирощується приблизно з середини 1990-х років. Спочатку було дуже мало запропонованих різновидів. Доступними були такі, як рукола, базилік, буряк, капуста, кінза та суміш під назвою Rainbow Mix. Вперше з'явившись в Каліфорнії та поширившись на схід, зараз мікрозелень росте у багатьох регіонах США, а різноманітність її видів збільшується.

## Форма
Мікрозелень має три основні частини: центральне стебло, лист або листя сім'ядолі, і, як правило, перша пара дуже молодих справжніх листків. Вони відрізняються за розмірами залежно від конкретного вирощуваного сорту, причому типовий розмір становить від 25 до 40 мм у загальній довжині. Коли зелень виростає за межі цього розміру, вона більше не вважається мікрозеленню. Більші розміри називаються мінізеленню. Мікрозелень, як правило, вирощують упродовж 2–4 тижнів від сходів до врожаю. Обидві назви «мінізелень» і «мікрозелень» не мають жодного юридичного визначення. Терміни «мінізелень» і «мікрозелень» — це маркетингові терміни, що використовуються для опису відповідних категорій. Проростки — це пророщене насіння і, як правило, споживається як ціла рослина (корінь, насіння, і стебло) залежно від виду. Наприклад, паростки з мигдалю, гарбуза та арахісу, як відомо, мають кращий смак, якщо їх зібрати до появи коренів. Паростки є юридично визначеними та мають додаткові правила щодо їх виробництва та збуту через їх відносно високий ризик мікробного забруднення у порівнянні з іншою зеленню. Виробники, зацікавлені у виробництві паростків для продажу, повинні знати про ризики та запобіжні заходи, викладені в публікації FDA «Рекомендації для промисловості: Зменшення мікробної небезпеки харчових продуктів для пророслого насіння» (FDA 1999).

## Вирощування
Вирощування мікрозелені відносно легкий процес. У США з'явилось багато дрібних виробників, що вирощують мікрозелень на своїх присадибних ділянках та продають її на фермерських ринках або в ресторанах. Дрібний пластиковий контейнер із дренажними отворами, такий як плоский ящик для розсади або готовий фасувальний ящик для зелені, дозволяє вирощувати мікрозелень в невеликих масштабах. Однак, вирощування та збут високоякісної мікрозелені в комерційних масштабах є набагато складнішим.
При виборі насіння для мікрозелені варто врахувати терміни дозрівання і смакові якості. Також при виборі насіння звертають увагу на термін придатності, цілісність пакування та чи оброблялось дане насіння. Насіння для мікрозелені, в основному, нічим не обробляється, проте не зайвим буде це перевірити.

## Аналіз поживних властивостей

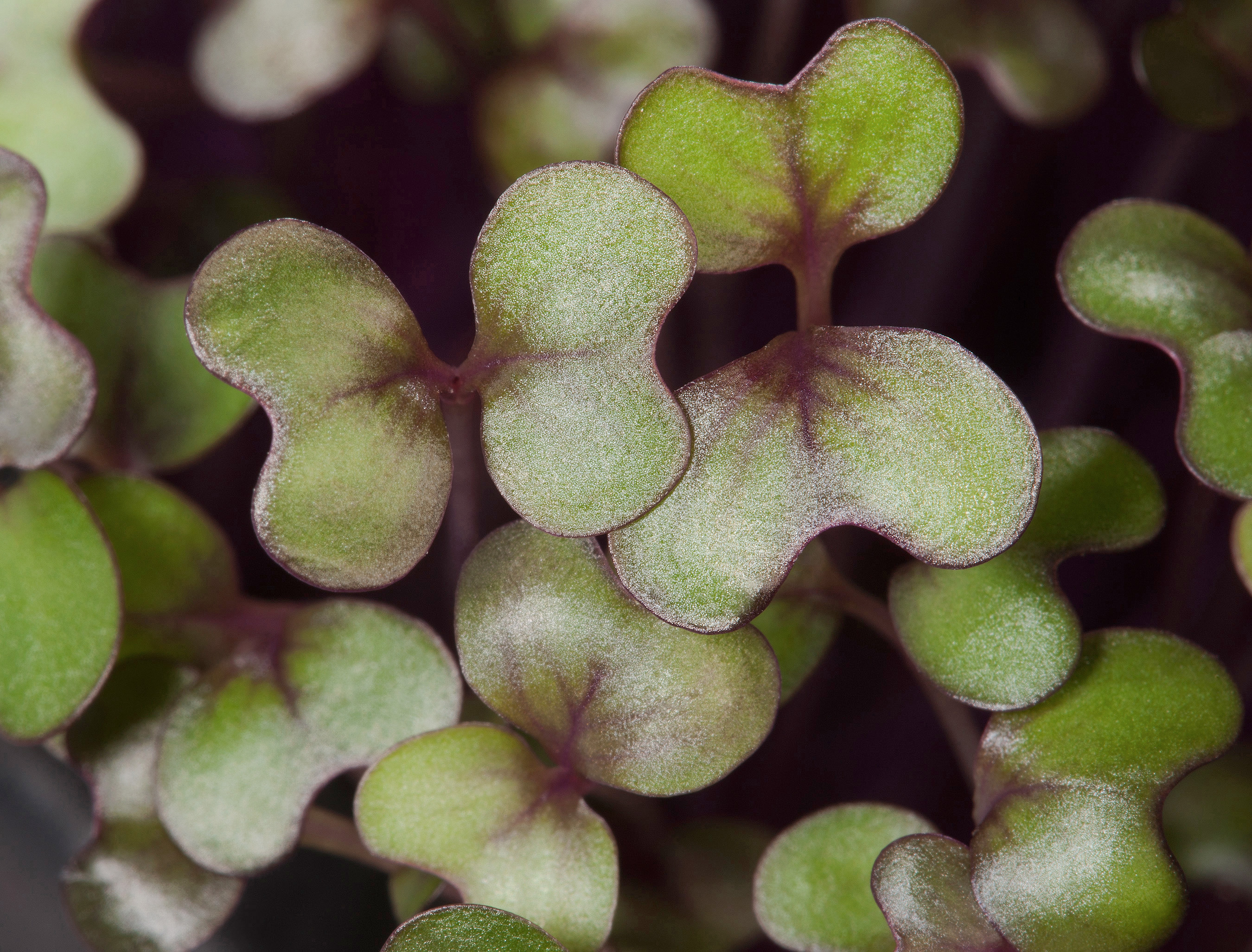
Вчені АРС проаналізували ключові поживні речовини у 25 різних сортах мікрозелені і виявили, що мікрозелень червоної капусти (показана тут) має найвищі концентрації вітаміну С. Ця поживна мікрозелень готова до збору всього через 10 днів після посадки.

Спеціалісти служби сільськогосподарських досліджень при Міністерстві сільського господарства США на початку 2014 року опублікували кілька досліджень, які ідентифікують поживний склад і термін зберігання мікрозелені. Було перевірено 25 різновидів, при цьому ключовими поживними речовинами в сім'ядолях були аскорбінова кислота (вітамін С), токофероли (вітамін Е), філохінон (вітамін К), бета-каротин (попередник вітаміну А), а також інші каротиноїди 
 Серед 25 випробуваних видів мікрозелені червона капуста, кінза, червоний амарант і зелений дайкон мали найвищі концентрації вітаміну С, каротиноїдів, вітаміну К і вітаміну Е відповідно. Взагалі, мікрозелень містить більш високий рівень вітамінів і каротиноїдів — приблизно в п'ять разів більше, ніж їхні зрілі екземпляри рослин, що свідчить про те, що мікрозелень варта того, щоб вживати її свіжою. 
 Дослідження поживних якостей мікрозелені, котре було проведене влітку 2012 року Департаментом харчування та харчових досліджень Університету штату Меріленд, засвідчує перспективність потенціалу – мікрозелень дійсно може мати особливо високу харчову цінність у порівнянні зі зрілими овочами. Бхіму Патіл, професор садівництва та директор Центру з овочівництва та оздоровлення фруктів у Техаському університеті A&M, погоджується з тим, що мікрозелень потенційно може мати більш високий рівень поживних речовин, ніж зрілі овочі. Але він вважає, що потрібно провести більше досліджень, щоб порівняти детальніше. «Це дуже хороший початок, але може бути багато варіацій у поживних речовинах залежно від того, де ви вирощуєте його, коли ви збираєте врожай, і яке ґрунтове середовище», говорить Патіл. Дослідники рекомендують обирати мікрозелень більш насиченого кольору, оскільки вона є найбільш поживною.
Результати дослідницького проєкту мікрозелені, проведеного Університетом штату Меріленд і Міністерством сільського господарства США, привернули увагу декількох національних ЗМІ, включаючи Національне громадське радіо (NPR) та The Huffington Post.

## Порівняння паростків та мікрозелені
Паростки — це пророщене або частково проросле насіння. Паросток складається з насіння, кореня та стебла, в той час, як мікрозелень збирають без коренів. 
Мікрозелень має більш виражені смаки в порівнянні з паростками та ширший вибір форми листя, текстур і кольорів.
Мікрозелень вирощують у ґрунті або ґрунтоподібних матеріалах, таких як торф чи мох. Вирощування мікрозелені вимагає високого рівня освітлення, переважно природного сонячного світла з низькою вологістю та хорошою циркуляцією повітря. Мікрозелень висаджують з дуже низькою щільністю насіння, в порівнянні з пророщенням паростків. Термін вирощування культури становить, як правило, від одного до двох тижнів для більшості сортів, хоча для деяких цей процес може зайняти від чотирьох до шести тижнів. Мікрозелень готова до збору врожаю, коли листя повністю розкрите. Зазвичай, процес збору врожаю мікрозеленні – це обрізка частини рослини, що росте безпосередньо над поверхнею ґрунту, за допомогою ножиць, окрім коріння. Деякі виробники продають її в процесі росту, укорінюючи мікрозелень у лотках для вирощування, щоб потім її можна було зрізати. Після вилучення мікрозелені з середовища вирощування і пересадки в лоток, продукцію потрібно швидко спожити, інакше мікрозелень почне швидко рости у висоту та втрачати колір і смак.
Насіння паростка замочують у воді, як правило, упродовж восьми годин, а потім цю воду зливають. Насіння щільно розміщують всередині ємності для пророщування або в закритих контейнерах. Насіння швидко проростає завдяки високому рівню вологості, що підтримується в контейнері. Насіння також можна проростити в тканинних мішках, які неодноразово замочують у воді. Процес проростання відбувається в темряві або за умови дуже низького освітлення. Ці темні, вологі, ущільнені умови ідеально підходять для швидкого поширення небезпечних патогенних бактерій. Через кілька днів після замочування і повторного промивання у воді (кілька разів на день, щоб звести до мінімуму псування), обробка завершена і паростки готові до споживання.
Умови, які ідеально підходять для правильно вирощеної мікрозелені, запобігають розмноженню небезпечних патогенів. Ці методи вирощування не працюють при вирощуванні паростків.
Проте проблема забезпечення безпечності харчових продуктів із мікрозелені може збільшуватися. Це відбувається через велику кількість операцій стосовно вирощування мікрозелені в приміщеннях, у яких надмірна щільність насіння, низька інтенсивність світла, низька циркуляція повітря або найчастіше, відсутність GAP (хорошої сільськогосподарської практики) та GMP (належної виробничої практики) на основі процедур безпеки харчових продуктів. Деякі положення Guidance for Industry: Reducing Microbial Food Safety Hazards For Sprouted Seeds можуть бути корисними і розважливими для наслідування виробниками мікрозелені.

## Зберігання та транспортування
Мікрозелень має короткий термін зберігання на полицях. Кращі методи зберігання і транспортування мікрозелені нині в основному зосереджені на гречаній крупі. Найчастіше комерційна мікрозелень зберігається в пластикових контейнерах із кришкою, які не забезпечують правильний баланс кисню та вуглекислого газу для дихання будь-якої живої зелені. Серед пакувальних матеріалів із плівки, відмінність у проникності (або проникній здатності) визначається як швидкість передачі кисню .
Дослідники ARS виявили, що мікрозелень гречаної крупи, упакований у плівку з швидкістю передачі кисню 225 кубічних сантиметрів на квадратний дюйм на добу, має свіжіший вигляд і кращу цілісність клітинної мембрани, ніж той, що був упакований в інших досліджених плівках. Дотримуючись цих висновків, стало можливим зберегти прийнятну якість зерна гречки упродовж більш ніж 14 днів — на думку авторів, це суттєвий результат. Дослідження було опубліковано в LWT-Food Science and Technology в 2013 році.
Світлодіоди дозволяють вимірювати вплив вузькосмугових довжин хвиль світла на фізіологію розсади. Каротиноїдний зеаксантин визнаний рецептором синього світла у фізіології рослин. Було проведено дослідження для вимірювання впливу короткочасного синього світла на фітохімічні сполуки, які надають поживну якість пророщеній мікрозелені броколі. Мікрозелень броколі вирощували в контрольованому середовищі під світлодіодами, використовуючи мати для пророщування. Короткочасне синє світло підвищувало вміст фітохімічних сполук, які впливали на його харчову цінність.